# Selecció intersexual

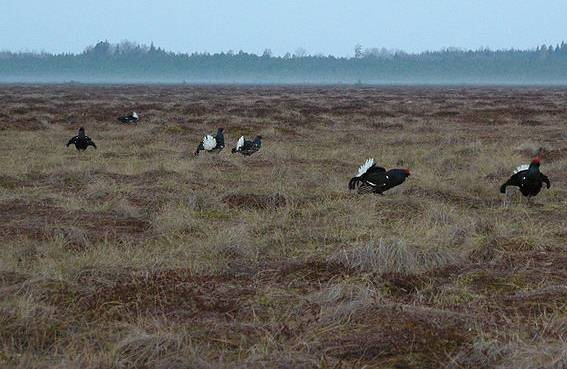
En els galls de cua forcada els mascles es reuneixen en una torbera, després venen les femelles, els observen i trien als que més els convenen.

La selecció intersexual o preferència intersexual és un procés evolutiu en el qual normalment una femella tria a un mascle per aparellar-se, basant-se en com d'atractius siguin els seus caràcters fenotípics. És un dels dos components de la selecció sexual (l'altra és la selecció intrasexual). Charles Darwin primerament va introduir les seves idees sobre la selecció sexual el 1871, però els seus contemporanis les van rebutjar. Després Ronald Fisher va resumir la seva teoria de Fisherian runaway, el 1930. Avenços en les tècniques de genètica i biologia molecular han arribat a aquest camp en els últims anys.
Cinc mecanismes reconeguts en l'actualitat, que poden ocórrer al mateix temps, i que de cadascun hi ha molts exemples, expliquen com va evolucionar l'elecció de parella:
1. Beneficis fenotípics directes
2. Tendència sensorial
3. Fisherian runaway: preferència per atractiu visual
4. Trets indicadors
5. Compatibilitat genètica

En sistemes on sí que hi ha la selecció de parella, un dels dos sexes competeix entre membres d'aquest sexe i l'altre tria (és selectiu quan tria individus amb qui aparellar-se). En la majoria de les espècies són les femelles que escullen i discriminen entre mascles competitius, però hi ha diversos exemples de rols invertits.